# Palimpsesto
Palimpsesto è un album in studio del gruppo musicale cileno Inti-Illimani, pubblicato nel 1981. È il loro decimo disco pubblicato in Italia.

## Descrizione
Questo disco nasce nel momento in cui il gruppo prende coscienza che l'esilio si protrarrà per un tempo indefinito e che bisognava mettere radici "arredando la casa" nella quale vivevano ormai da molti anni. Segna l'apertura degli Inti-Illimani alle sonorità europee e mediterranee incontrate durante l'esilio, consolida la collaborazione con Patricio Manns e sviluppa la ricerca di testi di grandi poeti latinoamericani che i membri del gruppo cercheranno sempre più di musicare. Sarà l'ultimo loro disco pubblicato dalla EMI.
La canzone Palimpsesto, la cui melodia era già stata utilizzata per la colonna sonora del film Il mondo degli ultimi di Gian Butturini, è la prima canzone degli Inti-Illimani ad utilizzare sonorità orchestrali, nell'arrangiarla ed eseguirla Horacio Salinas ha potuto avvalersi della collaborazione di alcuni musicisti dell'Orchestra della Unione Musicisti di Roma.
Il testo di Un son para Portinari, scritto nel 1947 dal poeta cubano Nicolás Guillén su un tovagliolo in un ristorante di Buenos Aires, dove viveva in esilio, dedicato al pittore brasiliano Candido Portinari, pure lui in esilio in Argentina, unito alla musica scritta da un cileno, oltre ad essere un brano che comparirà spessissimo nei concerti del gruppo, è una sorta di manifesto dell'unità culturale latinoamericana.
Il brano strumentale El mercado Testaccio (dedicato all'omonimo mercato rionale romano, che inizialmente si doveva intitolare Via dei Fori) ha la caratteristica di non avere una struttura strofa/ritornello, ma di essere una lunga melodia ripetuta varie volte, ogni volta inserendo nuovi strumenti o modificando l'organico del gruppo, in questo con una vaga ispirazione al Boléro di Maurice Ravel.
All'interno di Danza confluiscono sia caratteristiche della musica popolare svedese, in particolare della regione di Dalarna, sia elementi della tarantella napoletana. Poco dopo l'incisione del brano il compositore peruviano Celso Garrido Lecca propose all'autore del brano un cambiamento del finale che da allora viene regolarmente eseguito nei concerti.
La canzone Una finestra aperta (scritta da due componenti del gruppo) ha il testo interamente in italiano.
Gli arrangiamenti dei brani sono attribuiti a tutto il gruppo, con l'eccezione di Palimpsesto il cui arrangiamento e la direzione orchestrale sono di Horacio Salinas e di Banda il cui arrangiamento e la direzione orchestrale sono di Franco Goldani (in quest'ultima traccia a suonare, non accreditata, è la Banda musicale dell'Arma dei Carabinieri).
Il disco è stato pubblicato, in tempi diversi, in svariati paesi del mondo, sempre con identica track-list, ma con la copertina a volte modificata.

## Tracce
1. El mercado Testaccio (Horacio Salinas) – 4:00
2. Un son para Portinari (Horacio Salinas, Nicolás Guillén) – 3:22
3. La fiesta de la Tirana (folklore cileno, elaborazione Inti-Illimani) – 3:13
4. Palimpsesto (Horacio Salinas, Patricio Manns) – 3:13
5. Una finestra aperta (Josè Seves, Horacio Salinas) – 4:00
6. Danza (Horacio Salinas) – 6:24
7. La pajita (Horacio Salinas, Gabriela Mistral) – 2:27
8. Un hombre en general (Josè Seves, Patricio Manns) – 4:15
9. Tonada y banda (Jorge Coulón, Horacio Salinas) – 4:13

Durata totale: 35:07

## Formazione
- Jorge Coulón
- Max Berrú
- Horacio Salinas
- Horacio Duran
- José Seves
- Marcelo Coulón

### Collaboratori
- Franco Goldani - fisarmonica e direzione della Banda
- Susanne Bauer - pianoforte
- Pedro Cano - copertina

## Edizioni (parziale)
- Italia:
  - EMI Italiana 3C 064-64522, 1981
  - Inti-Illimani/Errebiesse VRMLP 112, 1983
- Spagna: Movieplay 14.2045/3, 1982
- Germania Ovest: Pläne Records 88 299, 1982
- Messico: Discos Pueblo DP-1069
- Argentina: Discos CBS 20.490, 1982
- Francia: Disques DOM 50018, 1982
- USA: Redwood Records RR3400, 1984